# Anua hopei
Anua hopei är en fjärilsart som beskrevs av Jean Baptiste Boisduval 1833. Anua hopei ingår i släktet Anua och familjen nattflyn. Inga underarter finns listade i Catalogue of Life.